# USS Ronald Reagan
La USS Ronald Reagan (CVN-76) è una portaerei a propulsione nucleare della US Navy, la nona costruita della classe Nimitz. La nave fu intitolata all'ex presidente Ronald Reagan nel 2001, quand'egli era ancora in vita.

## Descrizione
Come per le altre portaerei della classe Nimitz, la propulsione è fornita da due reattori nucleari A4W, che possono imprimerle, nonostante una massa a pieno carico di 104.000 ton, una velocità di oltre 30 nodi. Ha un'autonomia di 20 anni senza necessità di rifornimenti di combustibile nucleare. È alta come un palazzo di 20 piani ed ha una lunghezza di 333 metri da poppa a prua.
In piena operatività, la Ronald Reagan può ospitare fino a 6.000 persone, tra cui 3.200 marinai e 2.480 aviatori. Può imbarcare fino a 90 velivoli ad ala fissa o rotante. Porta provviste sufficienti per rimanere in mare per tre mesi. Ci sono 30.000 impianti di illuminazione e 1.400 telefoni. Lungo i corridoi si snodano 2.100 km di cavi.
La sua base di appoggio è la Base navale di San Diego in California, ma nel gennaio del 2014 il Dipartimento della Marina ha annunciato che nel 2015 la Ronald Reagan avrebbe sostituito la nave sorella USS George Washington nella base navale di Yokosuka in Giappone.

## Costruzione ed entrata in servizio
Il contratto per la costruzione della USS Ronald Reagan fu assegnato nel dicembre 1994 alla società Northrop Grumman Shipbuilding e i lavori iniziarono il 12 febbraio 1998 con la posa della chiglia. Il varo avvenne il 4 marzo 2001, con la cerimonia di battesimo affidata a Nancy Reagan, moglie del presidente Reagan. L'equipaggio è stato imbarcato in ottobre 2002 e la nave è entrata ufficialmente in servizio con la US Navy il 12 luglio 2003 nella Naval Station Norfolk in Virginia.

## Alcune missioni operative
- Nel gennaio 2006 la USS Ronald Reagan parte da San Diego per raggiungere il golfo Persico, dove partecipa alle operazioni Iraqi Freedom ed Enduring Freedom, ritornando a San Diego nel luglio 2006.
- Nel gennaio 2007 parte verso il Giappone per sostituire la portaerei Kitty Hawk che doveva essere sottoposta a lavori di manutenzione in Giappone. Ritorna a San Diego in Aprile.
- Nel maggio 2008 partecipa ad esercitazioni della Settima e Quinta flotta della US Navy nel Pacifico. In giugno partecipa con altre unità navali ad operazioni di soccorso umanitario nelle Filippine, colpite dal tifone Fengshen.
- Nell'Agosto-Novembre 2008 partecipa con la Quinta flotta ad operazioni militari in Afghanistan, lanciando oltre 1.150 missioni di volo in supporto all'operazione Operazione Enduring Freedom.
- Nel giugno-ottobre 2009 la Ronald Reagan sostituisce la portaerei Eisenhower nelle operazioni militari nel golfo Persico nell'ambito della missione Enduring Freedom.
- Nell'estate 2010 partecipa con altre unità della US Navy e della Royal Navy all'esercitazione aeronavale RIMPAC nell'Oceano Pacifico.
- Nel febbraio 2011 parte da San Diego in direzione della Corea per un'esercitazione da tempo programmata, ma in seguito al disastroso terremoto e maremoto del Tōhoku viene ridiretta verso le coste del Giappone, dove partecipa alle operazioni di soccorso, sia direttamente che fornendo supporto logistico ad unità della Marina militare giapponese.
- Nel gennaio 2012 la Reagan è stata assegnata alla Naval Station Bremerton, nello Stato di Washington, dove è rimasta per poco più di un anno prima di tornare alla base di San Diego nel marzo 2013.
- Nel 2015 la Reagan è andata a sostituire in Giappone la sorella George Washington, come nave ammiraglia del Carrier Strike Group 5 (Gruppo 5 di portaerei di attacco= CSG 5) con sede a Yokosuka
- Nel giugno 2016 la Reagan lasciò Yokosuka e fu impiegata con il CSG 5 nel Mar Cinese del Sud prima che un tribunale internazionale avesse emesso il suo verdetto sul conflitto tra la Cina e le Filippine.[2] La nave rientrò dopo 53 giorni di crociera per un intervallo[3] e fu sottoposta a un'ispezione (INSURV) per verificare che la nave durasse per tutti i 50 anni di vita previsti. Al termine della verifica tornò in mare il 3 settembre. Partecipò quindi all'esercitazione Valiant Shield, per poi recarsi a Guam e partecipare a un'esercitazione congiunta con le Forze sud-coreane nel mar del Giappone e nel mar Giallo.[4] La Ronald Reagan tornò a Yokosuka il 21 novembre.[5]